# Nicolás Trecco
Néstor Nicolás Trecco (Ameghino, Buenos Aires, 30 de novembro de 1988) é um futebolista argentino que joga como atacante no San Marcos de Arica.

## Carreira
Surgiu nas divisões de base do Club Atlético Ameghino, da Argentina. Profissionalmente jogou no El Linqueño e no Huracán também da Argentina. Em 2011, acertou com o Cobreloa por empréstimo de seis meses.
Em 11 de janeiro de 2012, Nicolás acerta com a Universidad Católica.

## Estatísticas
Até 26 de fevereiro de 2012.

### Clubes
| Clube                | Temporada         | Campeonato nacional | Campeonato nacional | Copa nacional[a] | Copa nacional[a] | Competições continentais[b] | Competições continentais[b] | Outros torneios[c] | Outros torneios[c] | Total | Total |
| Clube                | Temporada         | Jogos               | Gols                | Jogos            | Gols             | Jogos                       | Gols                        | Jogos              | Gols               | Jogos | Gols  |
| -------------------- | ----------------- | ------------------- | ------------------- | ---------------- | ---------------- | --------------------------- | --------------------------- | ------------------ | ------------------ | ----- | ----- |
| Universidad Católica | 2012              | 9                   | 1                   | 0                | 0                | 3                           | 0                           | —                  | —                  | 12    | 1     |
| Universidad Católica | Total             | 9                   | 1                   | 0                | 0                | 3                           | 0                           | —                  | —                  | 12    | 1     |
| Total na carreira    | Total na carreira | 9                   | 1                   | 0                | 0                | 3                           | 0                           | 0                  | 0                  | 12    | 1     |

- a. ^ Jogos da Copa Chile
- b. ^ Jogos da Copa Libertadores e Copa Sul-Americana
- c. ^ Jogos do Jogo amistoso

## Títulos
Universidad Católica
- Copa Ciudad de Temuco: 2012